# Peseckendorfer Warte

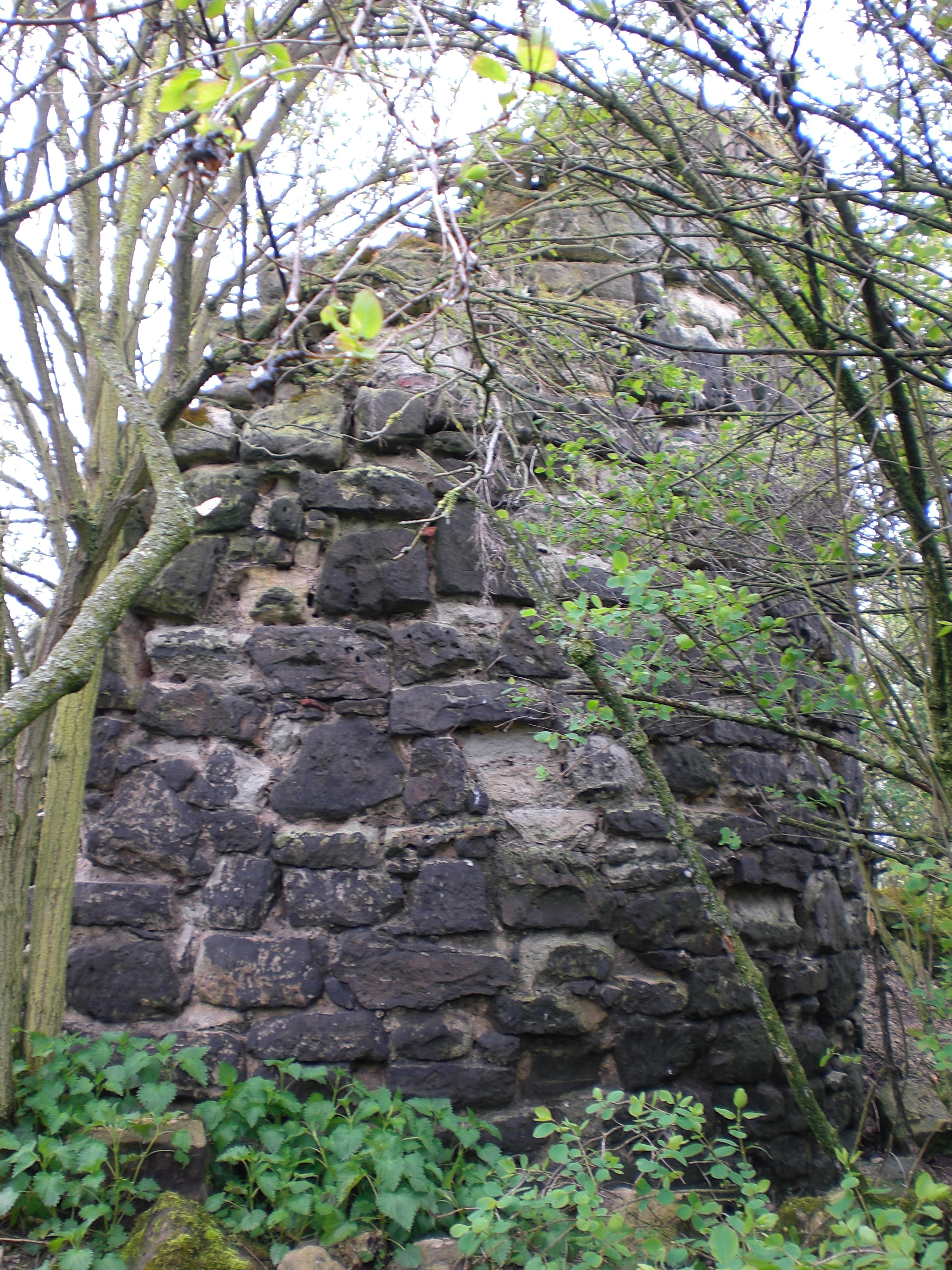
Ruine der Peseckendorfer Warte

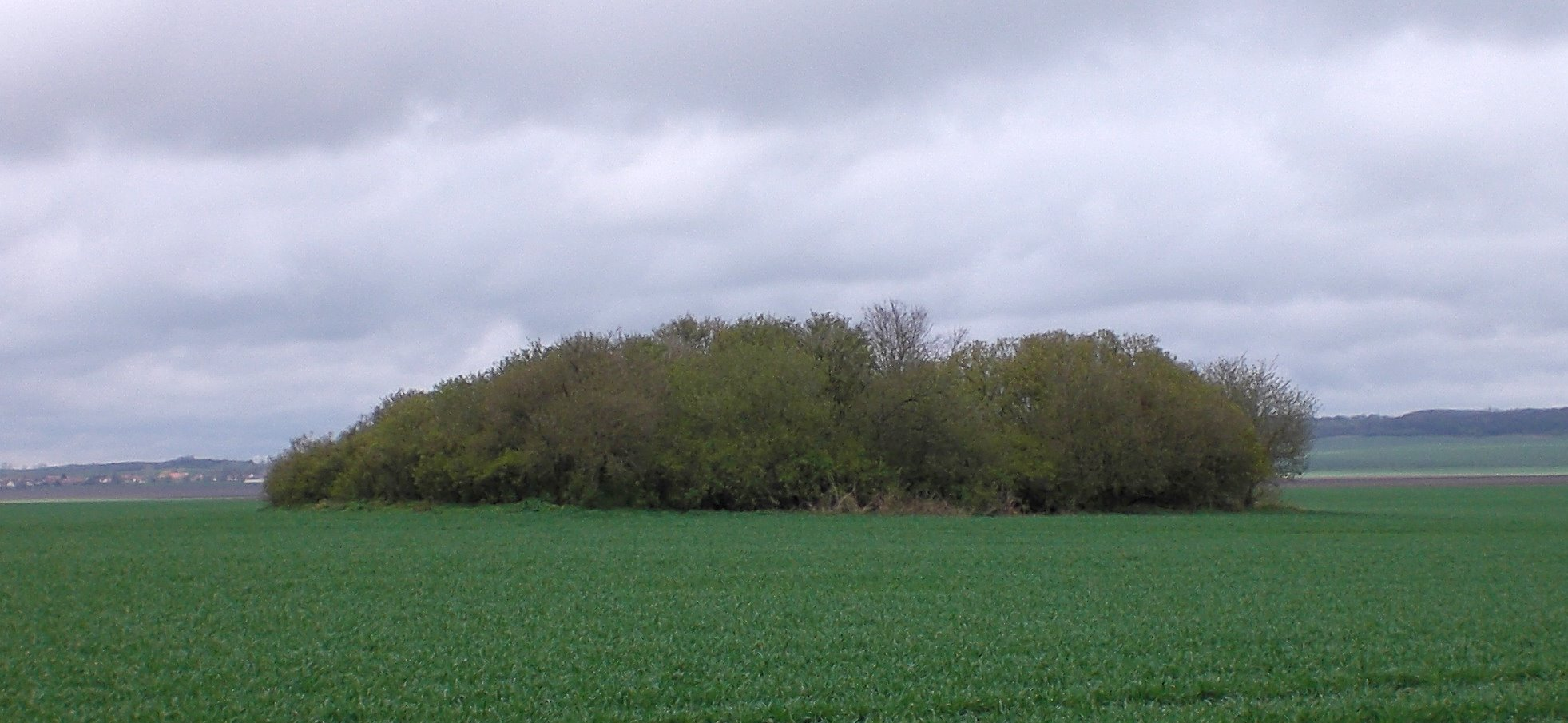
Feldgehölz in dem sich die Turmruine befindet

Die Peseckendorfer Warte ist eine Turmruine in der Gemarkung der Stadt Oschersleben (Bode) in Sachsen-Anhalt.
Die Reste des Turms befinden sich westlich des namengebenden Dorfes Peseckendorf, westlich des von Andersleben nach Schermcke verlaufenden Feldweges. Der Turm wurde an der mit 103,9 m über Normalnull höchsten Stelle der näheren Umgebung errichtet.
Der Turm dürfte, wie die östlich von Peseckendorf gelegenen noch intakten Türme Weiße Warte und Blaue Warte, Bestandteil einer mittelalterlichen Landwehr gewesen sein.
Die Peseckendorfer Warte ist nur noch in geringen Resten erhalten. Um den eigentlich auf freiem Feld befindlichen Turm hat sich ein Feldgehölz gebildet, welches den Turm praktisch vollständig verbirgt. Im Inneren des Gehölzes ragt der steinerne Turmstumpf zum Teil noch etwa 3 m aus dem umgebenden Steinschutt heraus. Am restlichen Mauerwerk ist ein ursprünglich runder Grundriss des Turms zu erkennen.